# 博维尔 (上加龙省)
博维尔（法語：Beauville，法語發音：[bovil]）是法国上加龙省的一个市镇，属于图卢兹区。

## 地理
博维尔（43°28'27"N, 1°46'27"E）面积6.06 平方千米，位于法国奧克西塔尼大區上加龙省，该省份为法国西南部内陆省份，西南端与西班牙接壤，自此顺时针与上比利牛斯省、热尔省、塔恩-加龙省、塔恩省、奥德省和阿列日省接壤。
与博维尔接壤的市镇（或旧市镇、城区）包括：卡拉芒、康比亚克、塞萨勒、瑞兹、吕镇、圣樊尚、塞格勒维尔、图唐。

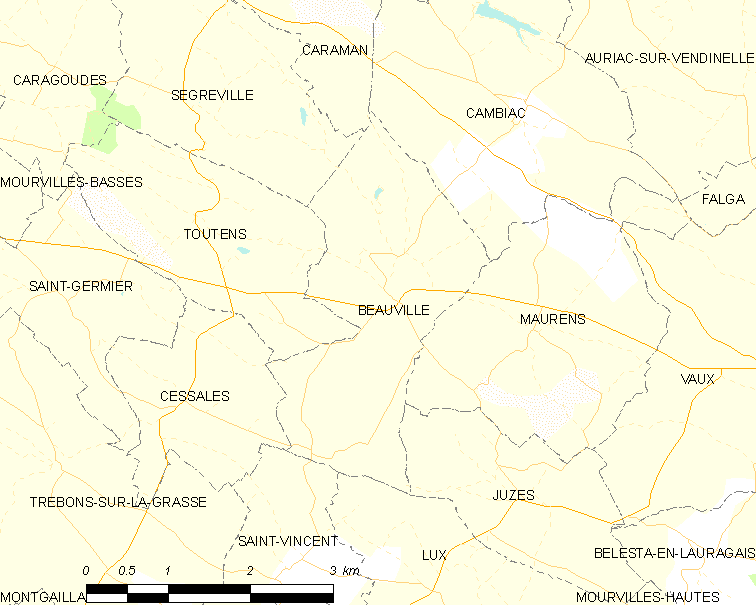
的OSM定位图

博维尔的时区为UTC+01:00、UTC+02:00（夏令时）。

## 行政
博维尔的邮政编码为31460，INSEE市镇编码为31055。

## 政治
博维尔所属的省级选区为勒韦勒县。

## 人口

1962-2008年间人口变化图示

博维尔于2022年1月1日时的人口数量为170人。